# Genlisea lobata
Genlisea lobata é uma espécie de planta do gênero Genlisea e da família Lentibulariaceae. 
Pertence a Genlisea subgen. Tayloria. Pode ser facilmente distinta de Genlisea violacea pela corola branca com nervuras roxas, mais destacadas no labelo superior, e pelos lobos da corola com ápice emarginado. 

## Forma de vida
É uma espécie terrícola e herbácea. 

## Descrição
| Caule                     | Caule                                    |
| ------------------------- | ---------------------------------------- |
| caule                     | roseta                                   |
| tubérculo                 | ausente                                  |
| Folha                     |                                          |
| formato                   | espatulada                               |
| textura                   | fina levemente membranácea               |
| Inflorescência            |                                          |
| indumento                 | glanduloso e eglanduloso                 |
| tricoma                   | não septado                              |
| cálice indumento          | glanduloso                               |
| Flor                      |                                          |
| cálcar formato            | reto                                     |
| posição do cálcar         | paralelo pedicelo                        |
| cor da corola             | branca e violeta                         |
| corola tamanho sem cálcar | 7 a 15 milímetros de comprimento         |
| Fruto                     |                                          |
| cápsula indumento         | glabro/eglanduloso e glanduloso          |
| deiscência                | longitudinal                             |
| pedicelo                  | reflexo ou recurvado                     |
| Semente                   |                                          |
| formato                   | prismática angulosa                      |
| ornamentação              | reticulado com anticlinal margem espesso |

## Conservação
A espécie faz parte da Lista Vermelha das espécies ameaçadas do estado do Espírito Santo, no sudeste do Brasil. A lista foi publicada em 13 de junho de 2005 por intermédio do decreto estadual nº 1.499-R. 

## Distribuição
A espécie é encontrada nos estados brasileiros de Bahia, Espírito Santo e Minas Gerais. 
A espécie é encontrada no domínio fitogeográfico de Mata Atlântica, em regiões com vegetação de campos de altitude, campos rupestres e vegetação sobre afloramentos rochosos.